# 布莱恩·基德
布莱恩·基德（英語：Brian Kidd，1949年5月29日—），是一名英格兰前职业足球运动员，司職前鋒，曾经效力于曼联、阿仙奴、曼城、愛華頓等球队。
他於曼聯贏得1968年歐洲冠軍盃的決賽射入1球，當日是他的19歲生日。
退役後擔任教練，在曼联出任亚历克斯·弗格森的助理教练长达12年，并培养出了瑞恩·吉格斯、保罗·斯科尔斯、大卫·贝克汉姆等著名球员。

## 外部連結
- 足球数据库：布莱恩·基德的球员统计数据
- 足球資料庫：布莱恩·基德的領隊統計數據
- Football Association – Brian Kidd profile （页面存档备份，存于）